# پارک شینجوکو گیوئن

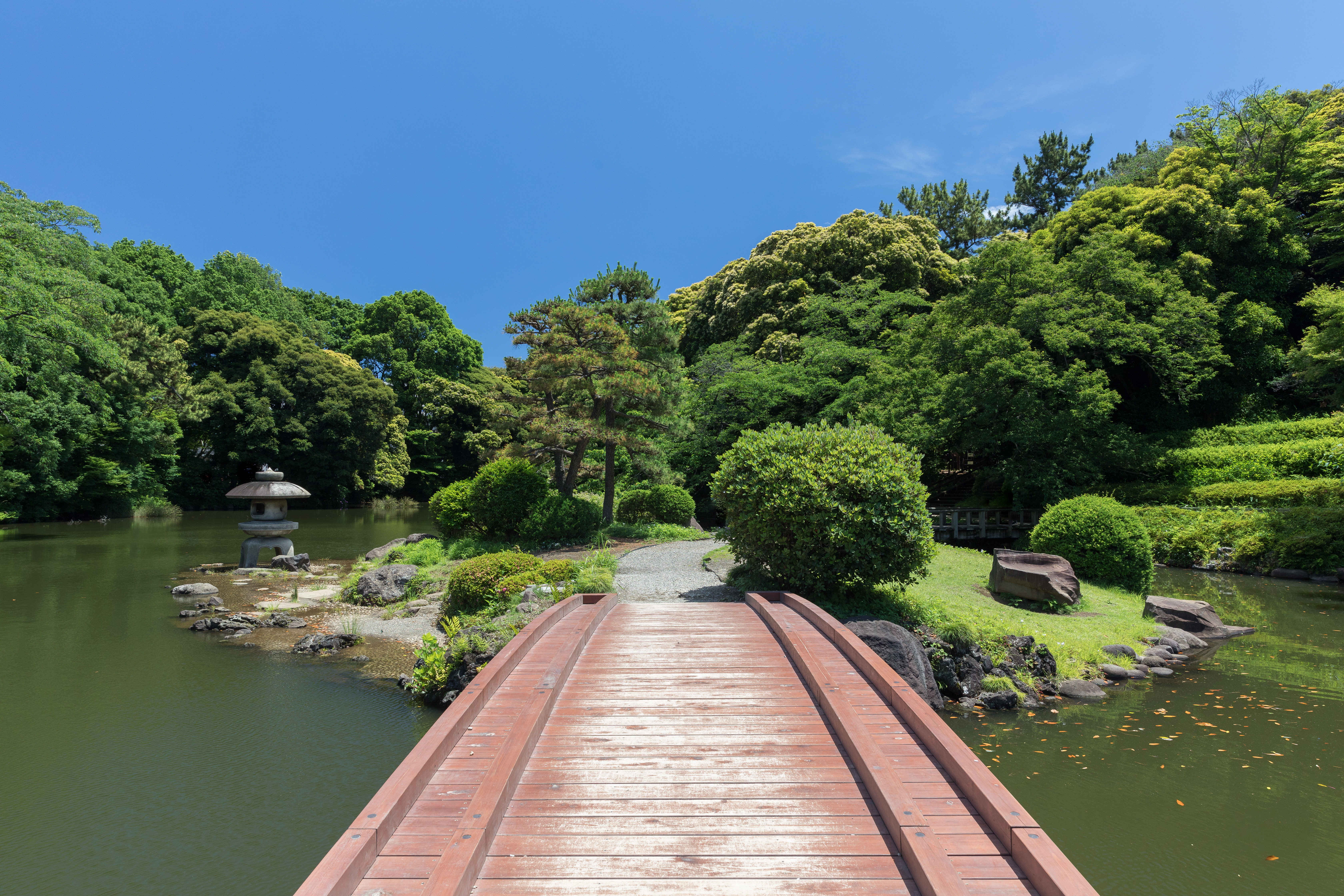
نگاره‌ای از یک پل چوبی در پارک شینجوکو گیوئن در منطقهٔ شینجوکو-کو، توکیو در ژاپن.

پارک شینجوکو گیوئن (به ژاپنی: 新宿御苑 Shinjuku Gyoen) یکی از پارک‌های واقع در منطقهٔ شینجوکو در توکیو پایتخت ژاپن است. این پارک ۵۸٫۳ هکتار مساحت دارد. پارک شینجوکو گیوئن دارای ۱۳۰۰ درخت با ۶۵ نوع مختلف ساکورا یا شکوفهٔ گیلاس می‌باشد و یکی از پارک‌های معروف توکیو جهت دیدن ساکورا یا جشن شکوفه‌های گیلاس بشمار می‌رود.

## انواع درخت‌های ساکورای پارک
| نام ساکورا   | نام ساکورا         | نام ساکورا           |
| آمانوگاوا    | آمایادوری          | آمریکا               |
| آراشی‌یاما    | ایچییو             | ایتوکوکوری           |
| ایموسه       | اوکون-زاکورا       | ادو                  |
| گیلاس اوشیما | اویاما-زاکورا      | کان-زاکورا           |
| کانزان       | کانهی-زاکورا       | کنروکوئن-کیکو-زاکورا |
| شیکی-زاکورا  | شیروتائه           | شیرایوکی             |
| شوگتسو       | توکای-زاکورا       | کیکو-زاکورا          |
| گیوایکو      | میکروماگائشی       | تایهاکو              |
| فوگنزو       | فویو-زاکورا        | یائه-بنی-شیداره      |
| یوکو         | یوکوهاما-هی-زاکورا | کوهیگان              |
| ادوهیگان     |                    |                      |

## رسیدن به پارک
- جی‌آر، خط چوئو-هونسن ایستگاه سنداگایا (Sendagaya)
- متروی توکیو، خط مارونواوچی، ایستگاه شینجوکو گیوئن M-10
- متروی توئی، خط شینجوکو، ایستگاه شینجوکو سانچومه
- در صورت استفاده از ماشین شخصی می‌توان از پارکینگ‌های اطراف این پارک استفاده کرد. این پارکینگ‌ها رایگان نمی‌باشد.[۲]

## نگارخانه

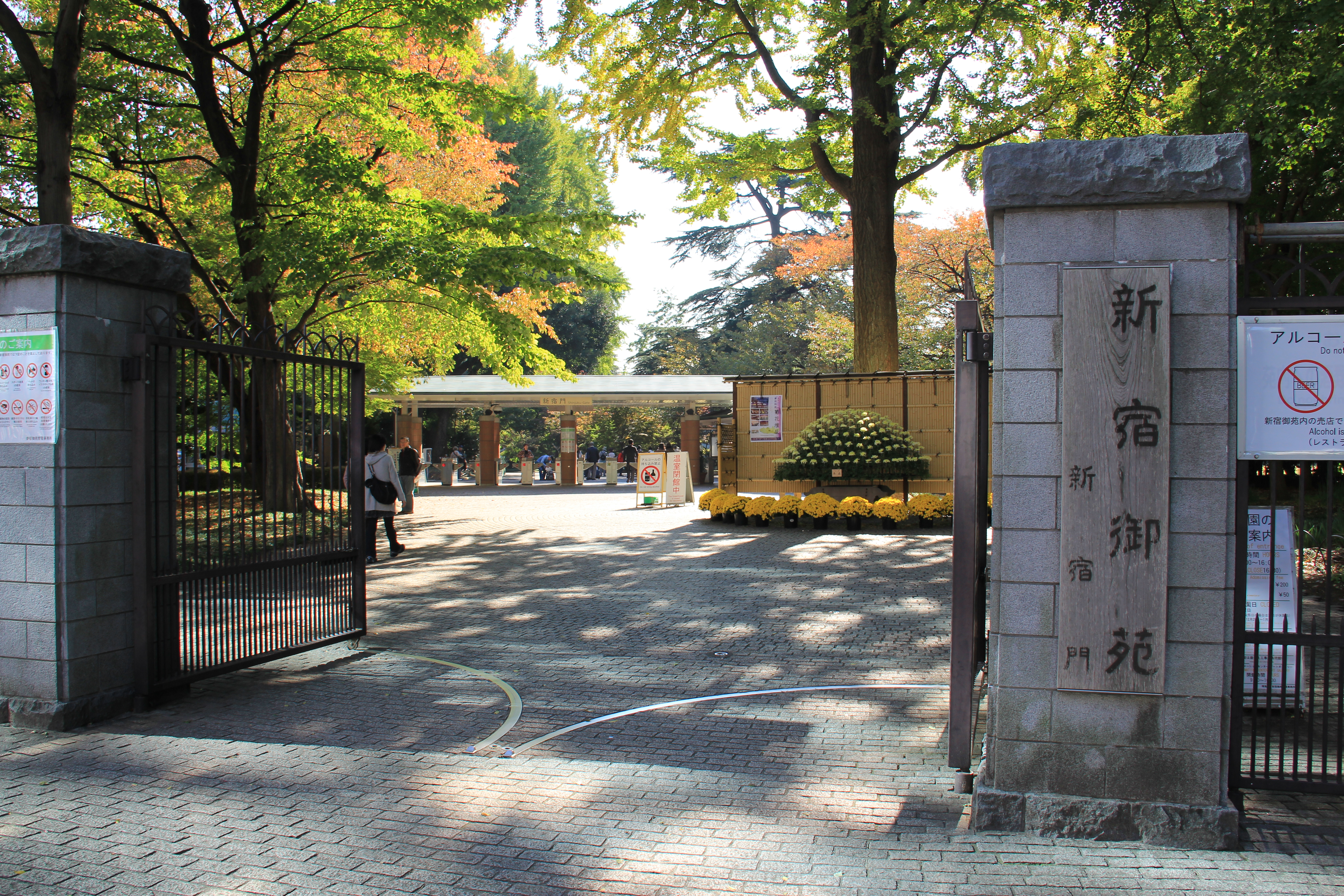
در ورودی
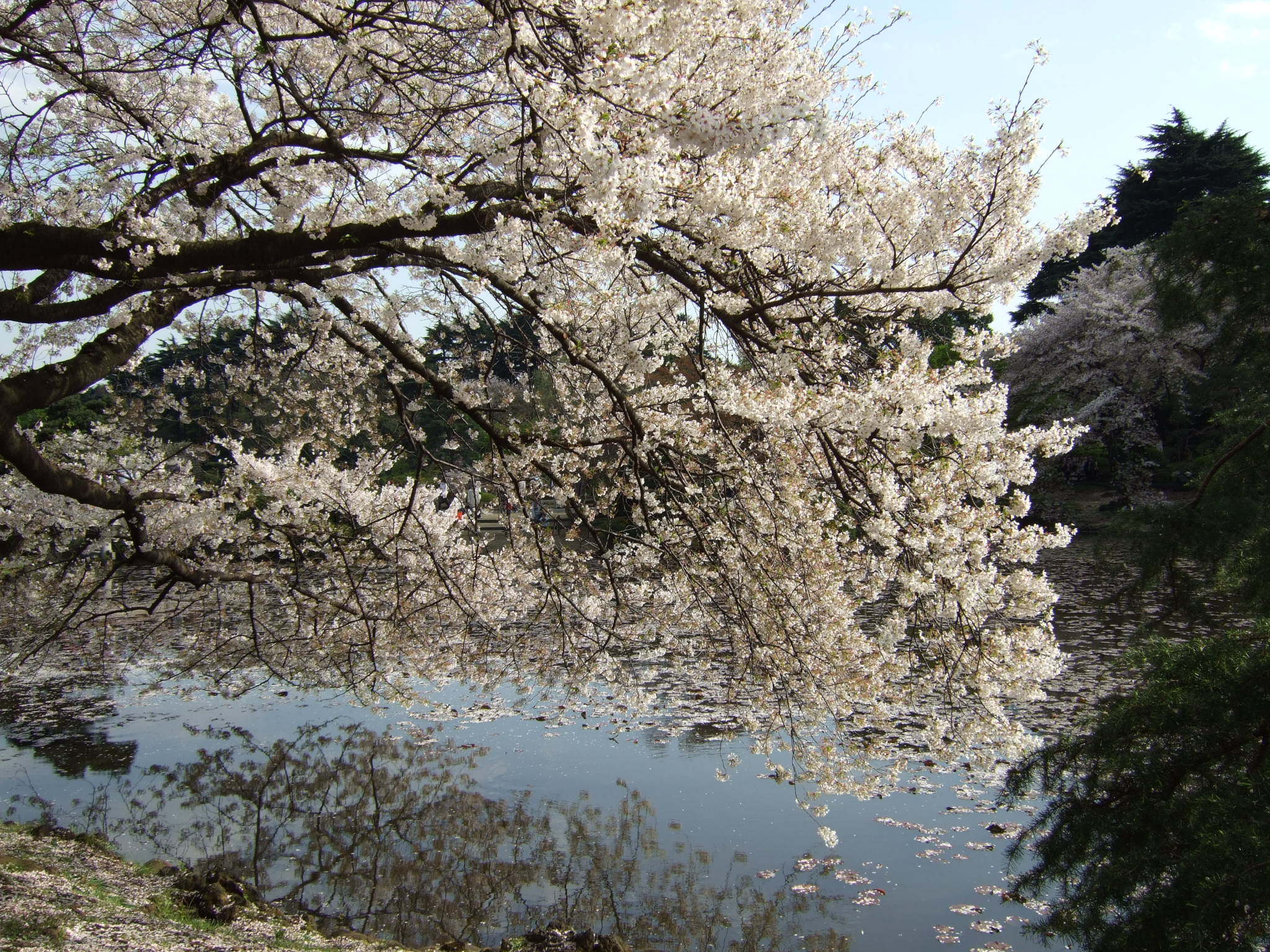
شکوفه‌های گیلاس در پارک
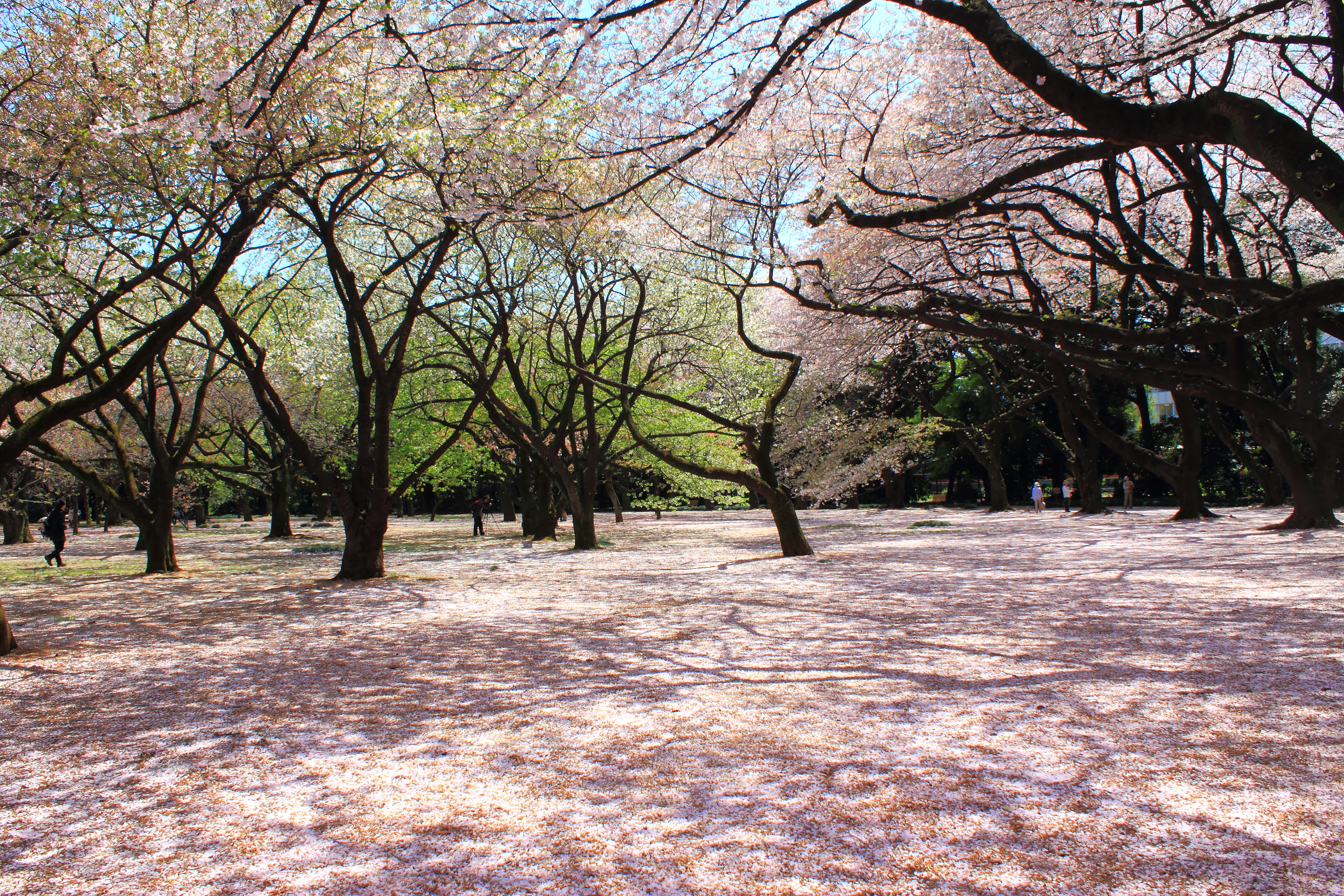
ساکورا در پارک
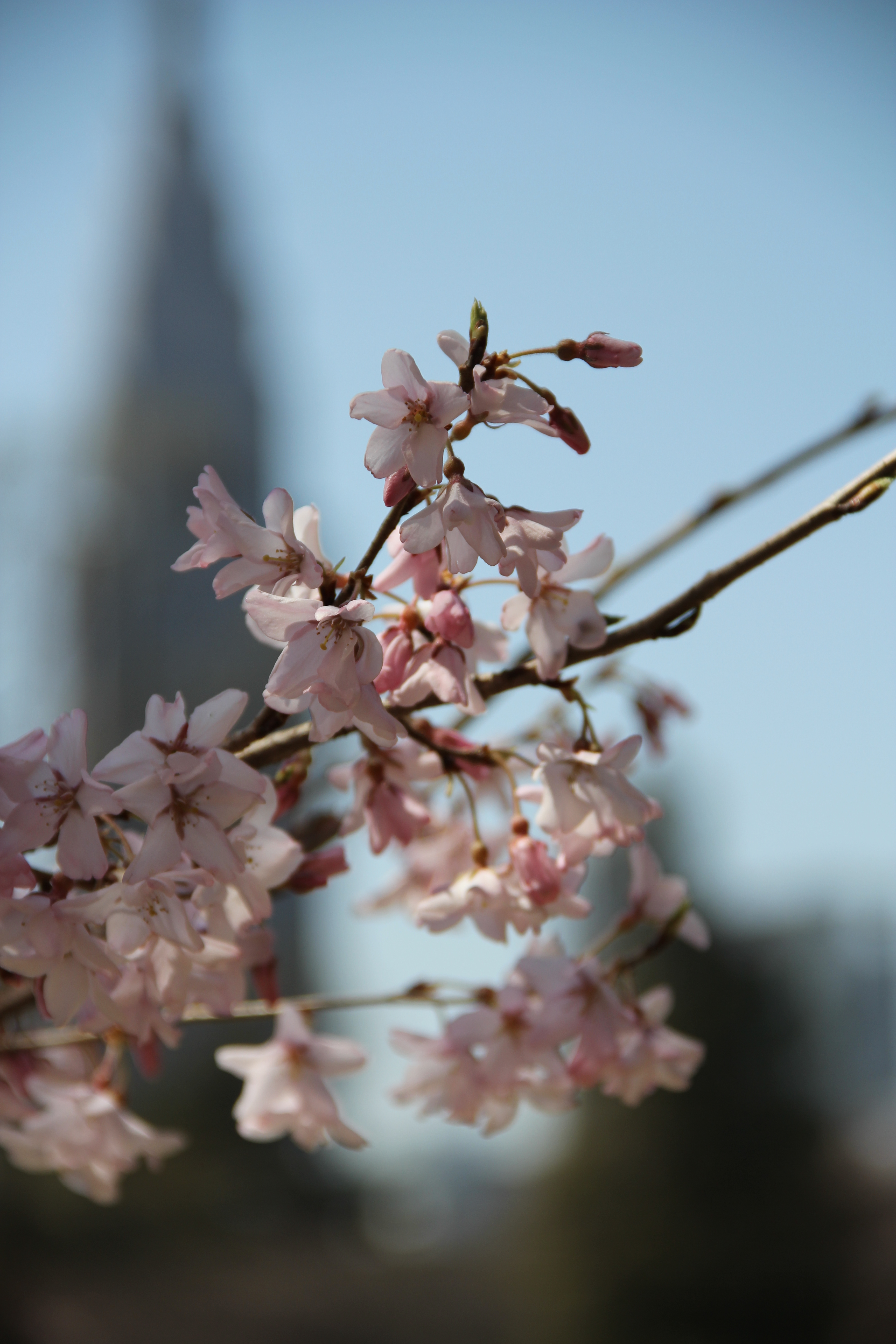
ادوهیگان در پارک